# Lagoa Santa (Minas Gerais)
Lagoa Santa, amtlich portugiesisch Município de Lagoa Santa, ist eine Gemeinde an dem gleichnamigen Binnensee im brasilianischen Bundesstaat Minas Gerais. Sie ist ein beliebter Ausflugsort und rund 35 km entfernt von der Hauptstadt Belo Horizonte. Die Bevölkerungszahl wurde zum 1. Juli 2021 auf 66.744 Einwohner geschätzt, die Lagoa-Santenser (lagoa-santenses) genannt werden und auf einer Gemeindefläche von rund 229,4 km² leben. Lagoa Santa gehört zur Metropolregion Belo Horizonte.
In den nahe gelegenen Kalksteinhöhlen entdeckte der dänische Naturwissenschaftler Peter Wilhelm Lund um 1840 reichhaltige Fossilien, vor allem aber menschliche Skelettreste. Die geschätzte Datierung auf 11.000 v. Chr. kann wegen Verlustes des Fundgutes nicht verifiziert werden. Spätere Funde, insbesondere der von Luzia (nicht zu verwechseln mit der afrikanischen Lucy), in derselben Gegend erhärten aber die Datierung. Die Funde von Lund sind der Beginn der Forschung in Brasilien zur Besiedlung Südamerikas, die unabhängig von der Nordamerikas aus dem pazifischen Raum erfolgte.